# Rabenwald
Rabenwald mit 594 Einwohnern (Stand: 1. Jänner 2024) ist eine Katastralgemeinde, Ortschaft und ehemalige Gemeinde im Gerichtsbezirk Fürstenfeld und im politischen Bezirk Hartberg-Fürstenfeld in der Steiermark (Österreich). Im Rahmen der steiermärkischen Gemeindestrukturreform ist die Gemeinde seit 2015 mit den Gemeinden Pöllau, Saifen-Boden, Schönegg bei Pöllau und Sonnhofen zusammengeschlossen,
die neue Gemeinde trägt den Namen Marktgemeinde Pöllau weiter. Grundlage dafür ist das Steiermärkische Gemeindestrukturreformgesetz – StGsrG.

## Geografie

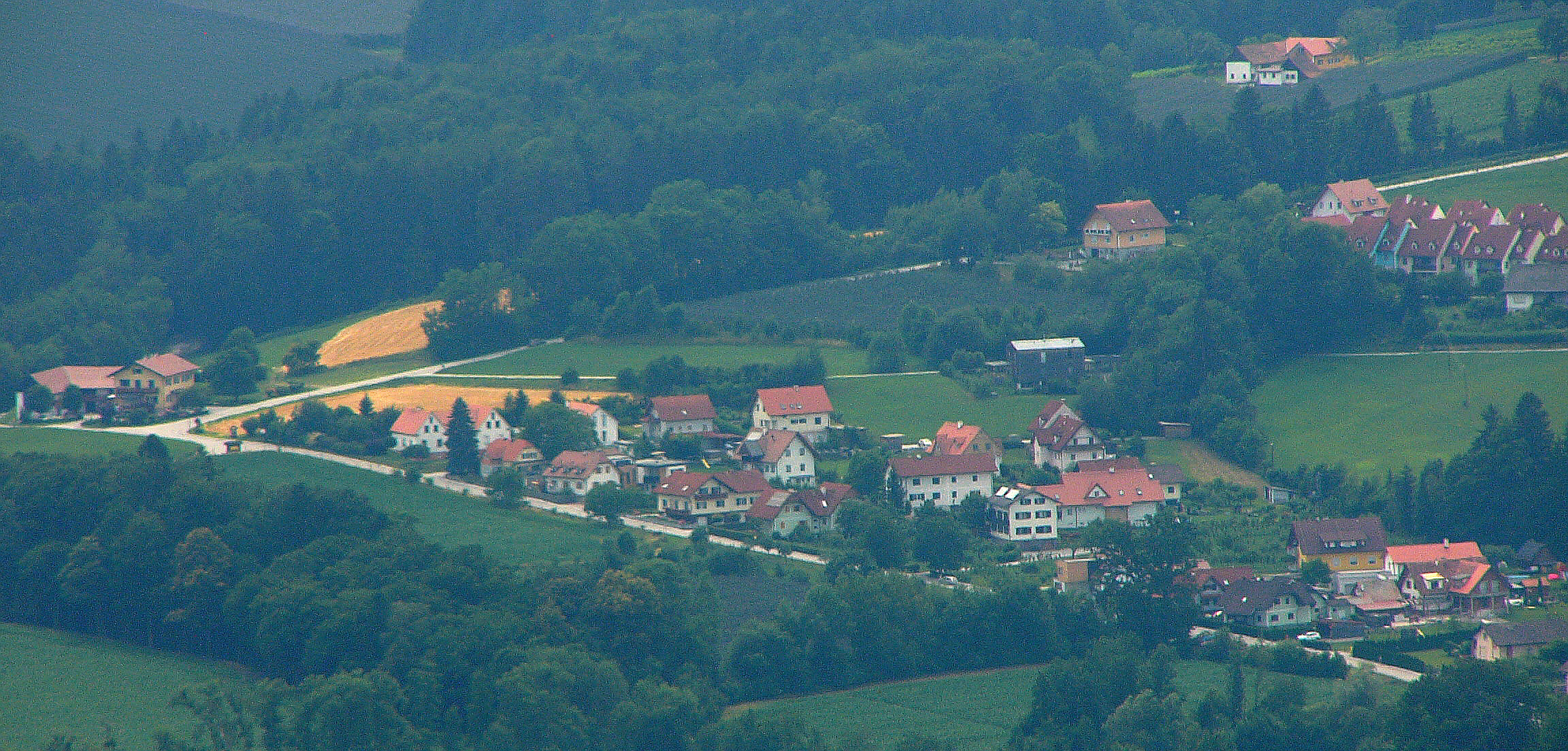
Halt von Pöllauberg aus gesehen

### Geografische Lage
Rabenwald liegt im Naturpark Pöllauer Tal im Joglland. Die Gemeinde befindet sich etwa 15 km westlich der Bezirkshauptstadt Hartberg und rund 30 km nordöstlich der Landeshauptstadt Graz. Rabenwald liegt oberhalb von Pöllau rechts des Pöllauer Safens, von dessen Zuflüssen sie entwässert wird.
Das Gebiet von Rabenwald steigt von Osten aus dem Tal des Pöllauer Safens her an. Die höchsten Erhebungen befinden sich am westlichen Gemeinderand mit dem Rabenwaldkogel (1280 m ü. A.) und dem Krughofkogel (1117 m), der mit Feistritz bei Anger durch eine Materialseilbahn verbunden ist, auf der Talkum durch schwebende Hunte zur Talkummühle in Anger transportiert wird.

### Gliederung
Rabenwald besteht lediglich aus der gleichnamigen Katastralgemeinde und Ortschaft Rabenwald.

## Bevölkerungsentwicklung der ehemaligen Gemeinde
| Jahr      | 1869 | 1880 | 1890 | 1900 | 1910 | 1923 | 1934 | 1939 |
| --------- | ---- | ---- | ---- | ---- | ---- | ---- | ---- | ---- |
| Einwohner | 678  | 637  | 623  | 600  | 671  | 647  | 667  | 604  |
| Jahr      | 1951 | 1961 | 1971 | 1981 | 1991 | 2001 | 2013 |      |
| Einwohner | 626  | 688  | 654  | 628  | 676  | 667  | 607  |      |

Quelle: Statistik Austria

## Politik

### Gemeinderat
Die letzten Gemeinderatswahlen brachten die folgenden Ergebnisse:
| Partei          | 2010    | 2010   | 2010    | 2005 | 2005 | 2005 | 2000 | 2000 | 2000 | 1995 | 1995 | 1995 | 1990 | 1990 | 1990 |
| Partei          | Stimmen | %      | Mandate | St.  | %    | M.   | St.  | %    | M.   | St.  | %    | M.   | St.  | %    | M.   |
| --------------- | ------- | ------ | ------- | ---- | ---- | ---- | ---- | ---- | ---- | ---- | ---- | ---- | ---- | ---- | ---- |
| ÖVP             | 104     | 21,27  | 2       | 100  | 20   | 1    | 107  | 22   | 2    | 114  | 23   | 2    | 112  | 25   | 2    |
| SPÖ             | 385     | 78,73  | 7       | 407  | 80   | 8    | 372  | 78   | 7    | 384  | 77   | 7    | 342  | 75   | 7    |
| Wahlbeteiligung | 93,8 %  | 93,8 % | 93,8 %  | 94 % | 94 % | 94 % | 95 % | 95 % | 95 % | 95 % | 95 % | 95 % | 94 % | 94 % | 94 % |

### Wappen
Blasonierung (Wappenbeschreibung):
„In einem mit roten Bucheckern bestreuten silbernen Schild über einem grünen Schildfuß in Tannenwipfelschnitt zwei einander zugekehrte schwarze Raben ein schwarzes Gezähe einschließend.“
Die Verleihung des Gemeindewappens erfolgte mit Wirkung vom 1. Oktober 1999.

### Regionalpolitik
Rabenwald ist Mitglied im Gemeindeverband Naturpark Pöllauer Tal und mit diesem in der LEADER-Region Oststeirisches Kernland. Am 7. Dez. 2010 wurde der Naturpark Pöllauer Tal auch als Regionext-Kleinregion konstituiert. Anlässlich der Gemeindestrukturreform der Steiermark 2010–2015 wird Rabenwald vermutlich mit allen 4 anderen Gemeinden der Kleinregion fusionieren.

## Wirtschaft und Infrastruktur

### Verkehr
Rabenwald liegt abseits der großen Hauptverkehrsstraßen. Abgesehen von der Straße ins benachbarte Stubenberg am See gibt es in der Gemeinde keinen Durchgangsverkehr. Die Süd Autobahn A 2 von Wien nach Graz ist ca. 21 km entfernt und über die Anschlussstelle Hartberg (115) zu erreichen. Die Entfernung zur Wechsel Straße B 54 von Hartberg nach Gleisdorf beträgt ca. 15 km, die Entfernung zur Weizer Straße B 72 von Weiz nach Krieglach ca. 18 km.
Rabenwald ist nicht an das Eisenbahnnetz angeschlossen. Im Umkreis von zehn Kilometern befindet sich kein Bahnhof.

### Ansässige Unternehmen
Am Rabenwaldkogel wird vom Unternehmen Imerys Talc Austria der Rohstoff Talk abgebaut. Es handelt sich um die größte Talklagerstätte Mitteleuropas.

## Persönlichkeiten
- Rupert Flicker (* 1942), Kfz-Mechaniker-Meister und Politiker